# Mixed grill

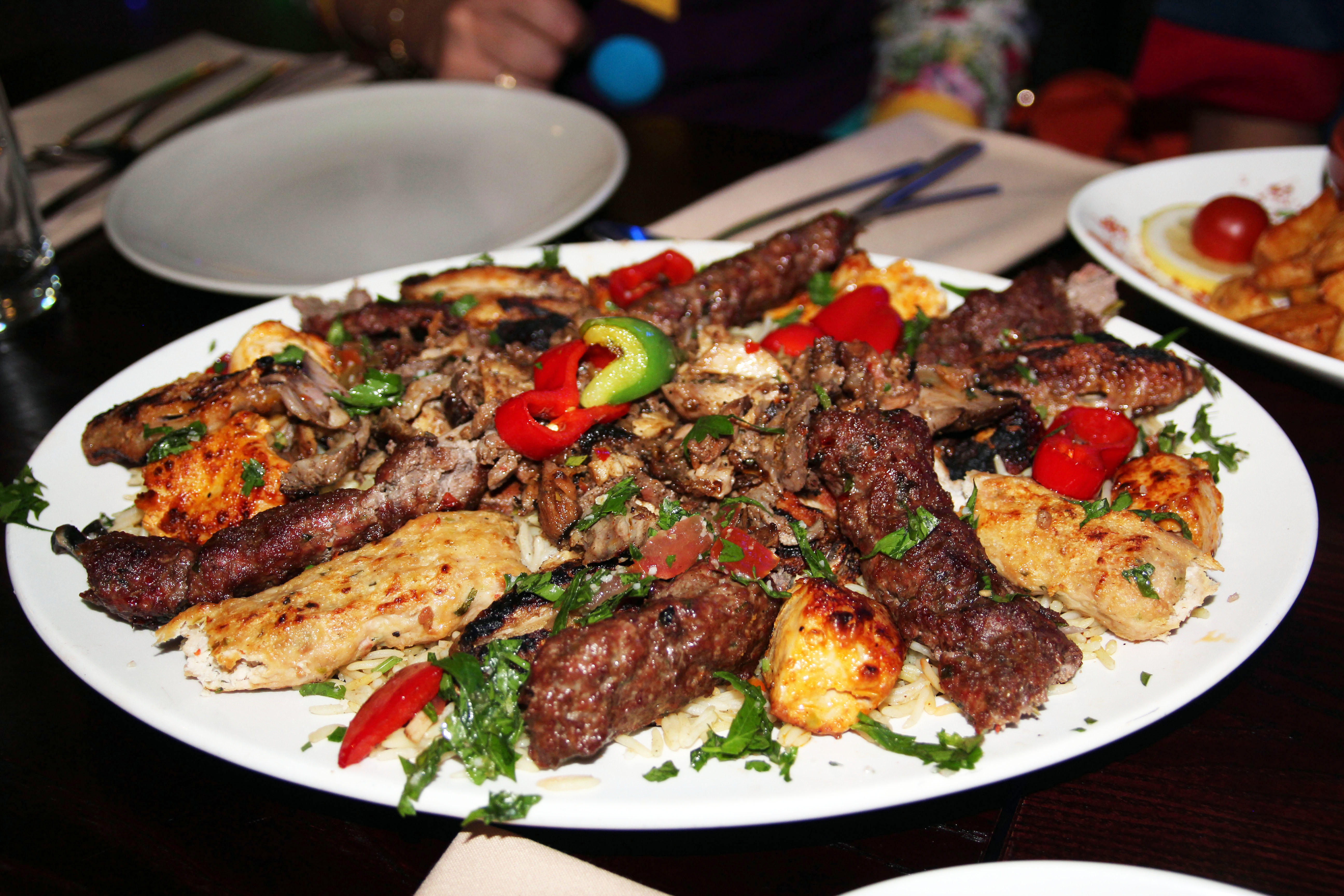
Mixed grill

Een mixed grill is een gerecht dat in verschillende keukens voorkomt. Het gerecht bestaat uit verschillende stukken geroosterd vlees van de grill.
In elke keuken is een mixed grill een schotel met een combinatie van meerdere lokale vleesgerechten. Het is onder meer gekend in de Amerikaanse, Griekse en Zuidoost-Aziatische keuken.